# UGC 42
UGC 42 es una galaxia espiral barrada localizada en la constelación de Pegaso.